# 3
3 (III) je bilo navadno leto, ki se je po julijanskem koledarju začelo na torek, po proleptičnem julijanskem koledarju pa na ponedeljek.

## Rojstva
- Ban Biao, kitajski zgodovinar († 54)